# Candida albicans
Candida albicans [kándida álbikans] je vrsta kvasovk iz rodu Candida (kandida), ki najpogosteje povzroča kandidozo (okužba z eno od vrst kandid) pri ljudeh. Gre za oportunistično okužbo, kar pomeni, da se bolezen pojavi le pri osebah z zmanjšano odpornostjo. Okužba prizadene zlasti usta ali spolovila Hujša oblika je sistemska kandidoza, ki je pogosto smrtna in prizadene predvsem bolnike s hujšo imunodeficienco (okrnjenost imunskega sistema) – bolniki z aidsom, zdravljene s kemoterapijo, po presaditvi kostnega mozga ... 
C. albicans sicer naseljuje normalno črevesno floro in normalno ne povzroča škodljivih učinkov.